# خورخي مارسيلو رودريغيز
خورخي مارسيلو رودريغيز (بالإسبانية: Jorge Marcelo Rodríguez)‏ هو لاعب كرة قدم أوروغواياني، ولد في 13 يناير 1985 في مونتفيدو في الأوروغواي. شارك مع منتخب الأوروغواي تحت 20 سنة لكرة القدم ومنتخب الأوروغواي لكرة القدم. أما مع النوادي، فقد لعب مع بنيارول وتيغري وريفر بليت ونادي تشياباس ونادي راسينغ مونتيفيديو وناسيونال مونتيفيديو.

## وصلات خارجية
- خورخي مارسيلو رودريغيز على موقع قاعدة بيانات كرة القدم.إي يو (الإنجليزية)
- خورخي مارسيلو رودريغيز على موقع ناشيونال فوتبول تيمز (الإنجليزية)
- خورخي مارسيلو رودريغيز على موقع Soccerway.com (الإنجليزية)